# Tomasz Organek
Tomasz Organek (ur. 30 listopada 1976 w Suwałkach) – polski muzyk, kompozytor, piosenkarz i autor tekstów. Członek Akademii Fonograficznej ZPAV, współzałożyciel i członek zespołu SOFA, twórca projektu Ørganek.

## Życiorys

### Wczesne lata
Urodził się w Suwałkach. Jego ojciec był wykształconym muzykiem, śpiewał oraz grał na gitarze i perkusji, matka zaś była wokalistką w zespole ludowym Podlaskie Kukułki. Dorastał w Raczkach, gdzie uczęszczał do szkoły podstawowej. Ukończył suwalskie III Liceum Ogólnokształcące im. Alfreda Lityńskiego. Kiedy był nastolatkiem, zmarł jego ojciec.
W 2001 ukończył filologię angielską na UMK w Toruniu. Przez dwa lata pracował jako nauczyciel. Kształcił się muzycznie na Akademii Muzycznej w Katowicach na Wydziale Jazzu i Muzyki Rozrywkowej, w klasie gitary elektrycznej.

### Kariera

#### Kariera z zespołem Sofa
Jest jednym z założycieli zespołu SOFA, w którym gra na gitarze i śpiewa obok Kasi Kurzawskiej i MC S.T.U.B. Na debiutancką płytę zespołu zatytułowaną Many Stylez napisał większość tekstów oraz część muzyki. W 2007 wraz z pozostałymi muzykami otrzymał nagrodę polskiego przemysłu fonograficznego „Fryderyka” w kategorii „Nowa twarz fonografii”.

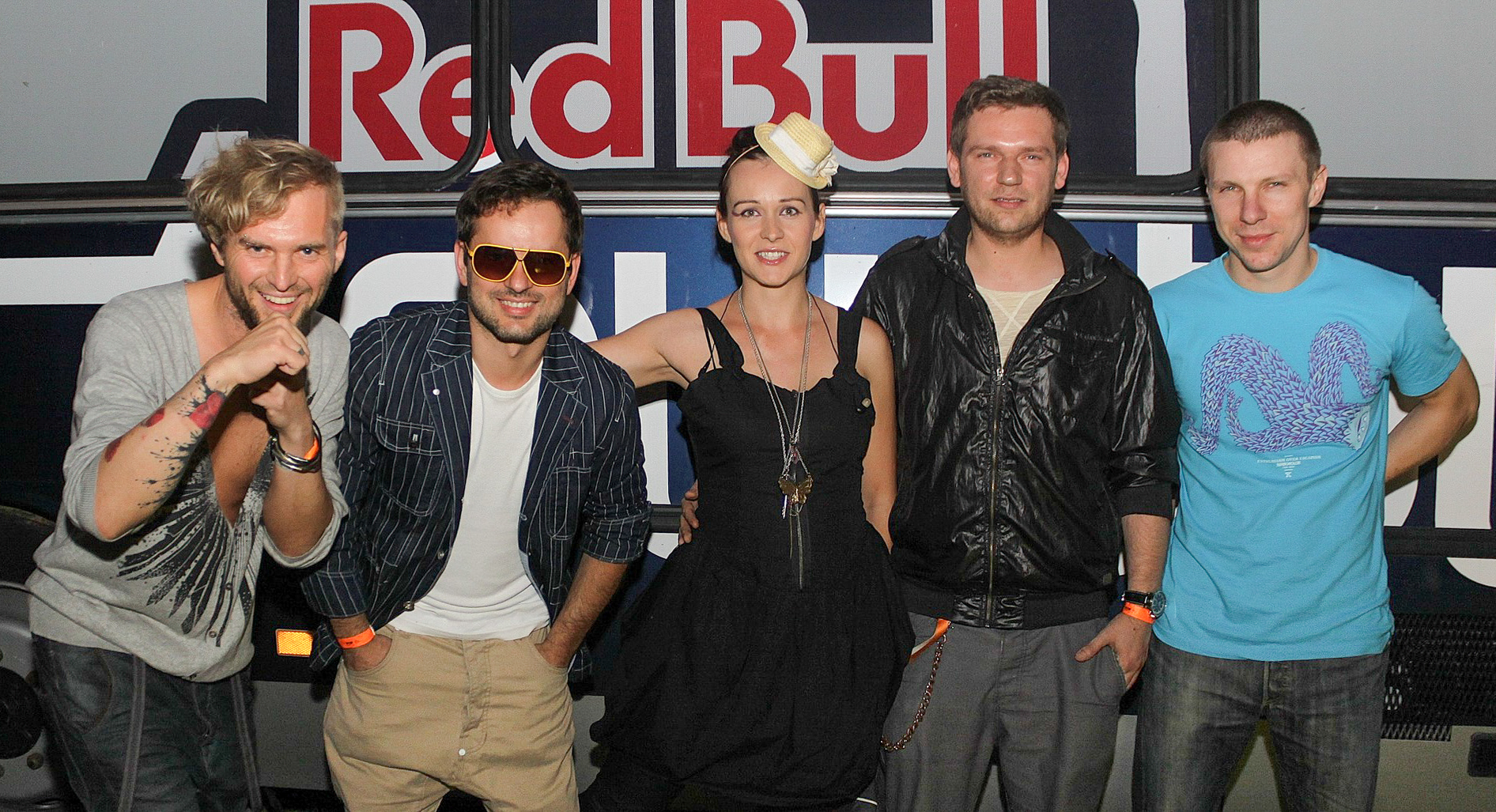
Tomasz Organek i SOFA (2011)

W 2009 grupa wydała drugi album długogrający pt. DoReMiFaSoFa, a w 2012 – trzeci pt. Hardkor i disko, w której udzielił się jako kompozytor, autor tekstów i producent.

#### Kariera solowa
Jako gitarzysta Organek wystąpił gościnnie na płycie zatytułowanej Sequel autorstwa duetu Jacaszek/Miłka. W 2006 zagrał gościnnie na płycie Andrzeja Smolika pt. 3, z kolei w 2009 na albumie Kayah pt. Skała. W 2010 zaśpiewał w utworze „Mind Goes Blank” z płyty Fox Box Foxa, z którym zdobył nagrodę jury festiwalu TOPtrendy 2010. Rok później zaśpiewał w utworze „Communication Breakdown” Foxa, z którym zdobył nagrodę jury festiwalu WOW! Orange Warsaw Festival 2011.
W 2013 powołał zespół pod nazwą Ørganek. Rok później nakładem wytwórni muzycznej Mystic Production ukazał się debiutancki album zespołu zatytułowany Głupi. Pierwszy singel z płyty, piosenka „Kate Moss”, dotarł na pierwsze miejsce listy przebojów NRD – Najlepsza Rockowa Dwudziestka radia Eska Rock. Otrzymał również dwie nagrody Prezydenta Miasta Torunia w ramach festiwalu Toruńskie Gwiazdy w kategorii Nadzieja roku 2014 oraz Płyta roku 2014. Również w 2014 zespół wystąpił na koncertach z cyklu Męskie Granie oraz na Orange Warsaw Festival, gdzie zaprezentował nagrania z debiutu płytowego.
22 października 2014 został uhonorowany Nagrodą Muzyczną Programu 3 Polskiego Radia im. Mateusza Święcickiego. W grudniu otrzymał Nagrodę Artystyczną Miasta Torunia im. Grzegorza Ciechowskiego. W czerwcu 2017, w czasie obchodów związanych ze świętem Miasta Toruń, został uhonorowany przez mieszkańców miasta Torunia, odsłaniając swoją Katarzynkę w Piernikowej Alei Gwiazd. W czerwcu 2018 odebrał Nagrodę Stowarzyszenia Autorów ZAiKS na 55. Krajowym Festiwalu Polskiej Piosenki w Opolu za „najlepszy tekst” (do piosenki „5 rano”).
Zmaga się z depresją. W 2021 przyznał, że od kilku lat korzysta z pomocy psychoterapeuty, a w czasie pandemii COVID-19 w latach 2020–2021 odbył intensywniejszą terapię.
W 2022 wcielił się w rolę Zioma w filmie Io.

## Publikacje
- 2008: Beat Box w Stylu Emo, „FA-art” nr 2–3 (72–73)[28]
- 2011: Pepe wróć, Antologia współczesnych polskich opowiadań, wyd. Forma
- 2019: Teoria opanowywania trwogi, powieść, wyd. W.A.B.[29]

## Dyskografia
Single
| „Armaty” (Męskie GranieMęskie Granie Orkiestra 2015: Mela Koteluk, Andrzej Smolik, Fisz, Tomasz Organek, Krzysztof Zalewski, Michał Fox Król i Kuba Galiński) | 2015 | 10 | 3 | Męskie Granie 2015 |
| „Jestem sam” (Męskie GranieMęskie Granie Orkiestra 2015: Tomasz Organek)                                                                                      | 2015 | 19 | – | Męskie Granie 2015 |
| „Wataha” (Męskie GranieMęskie Granie Orkiestra 2016: O.S.T.R., Dawid Podsiadło, Tomasz Organek, Adam Staszewski, Robert Markiewicz, DJ Haem)                  | 2016 | 1  | 2 | Męskie Granie 2016 |
| „Nieboskłon” (Męskie GranieMęskie Granie Orkiestra 2017: Brodka, Piotr Rogucki, Adam Staszewski, Robert Markiewicz, Tomasz Lewandowski, Jacek Antosik)        | 2017 | 1  | – | Męskie Granie 2017 |
| „Sobie i Wam” (Męskie Granie Orkiestra 2019: Katarzyna Nosowska, Tomasz Organek, Krzysztof Zalewski)                                                          | 2019 | 1  | 1 | Męskie Granie 2019 |
| „–” singel nie był notowany. |      |    |   |                    |

Inne
| Album                                        | Rok  | Uwagi                                                 | Źródło |
| -------------------------------------------- | ---- | ----------------------------------------------------- | ------ |
| Michał Jacaszek, Miłka Malzahn – Sequel      | 2005 | gitara                                                | [ 13 ] |
| Andrzej Smolik – 3                           | 2006 | śpiew w utworze „S. Dreams”, gitara w utworze „Med 3” | [ 14 ] |
| Kayah – Skała                                | 2009 | gitara, śpiew                                         | [ 15 ] |
| Fox – Fox Box                                | 2010 | współautor muzyki i śpiew w utworze „Mind Goes Blank” | [ 16 ] |
| Krzysztof Kieliszkiewicz – Dziecko szczęścia | 2012 | gitara                                                | [ 32 ] |

## Nagrody i wyróżnienia
| Rok  | Nagroda                                                                               | Kategoria                         | Rezultat | Źródło |
| ---- | ------------------------------------------------------------------------------------- | --------------------------------- | -------- | ------ |
| 2014 | Nagroda Muzyczna Programu Trzeciego – „Mateusz”                                       | Muzyka rozrywkowa – Debiut        | Wygrana  | [ 23 ] |
| 2014 | Nagroda Artystyczna Miasta Torunia im. Grzegorza Ciechowskiego                        | –                                 | Wygrana  | [ 24 ] |
| 2015 | Nagroda Marszałka Województwa Kujawsko–Pomorskiego                                    | Kultura                           | Wygrana  | [ 33 ] |
| 2018 | Nagroda Stowarzyszenia Autorów ZAiKS – 55. Krajowy Festiwal Polskiej Piosenki w Opolu | Najlepszy tekst za utwór „5 rano” | Wygrana  | [ 25 ] |
| 2019 | Nagroda Specjalna Wysokich Obcasów „Superbohaterka Roku”                              | za projekt ØNA                    | Wygrana  |        |